# Grant Stewart

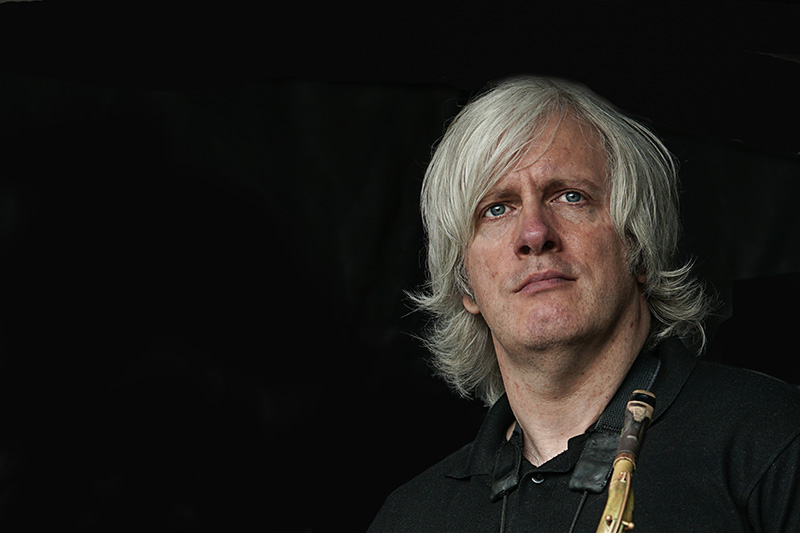
Grant Stewart bei einem Auftritt auf dem Copenhagen Jazz Festival 2018

Grant Stewart (* 4. Juni 1971 in Toronto) ist ein kanadischer Jazzmusiker (Tenorsaxophon, Komposition), der in der Hardbop-Tradition spielt.

## Leben und Wirken
Stewart wurde von seinem Vater, einem Highschool-Englischlehrer und semiprofessionellen Gitarristen, mit der Musik von Charlie Parker, Wardell Gray und Coleman Hawkins bekannt gemacht. Vater und Sohn spielten oft zusammen; durch diese frühen Erfahrungen und die Ermutigung seines Vaters entwickelte Stewart zunächst ein Gefühl für Melodie, Stil und Improvisation; er begann mit dem Altsaxophon im Alter von 10 Jahren und mit 14 Jahren lud ihn sein erster Lehrer, Pete Schofield, ein, professionell in Schofields Big Band zu spielen. Mit 17 wechselte er zum Tenorsaxophon und spielte bald mit Musikern wie Pat LaBarbera und Bob Mover. Stewart sieht in Mover neben Sonny Rollins, John Coltrane, Don Byas und Lester Young einen seiner wichtigsten Einflüsse. Seit seinem Umzug nach New York City im Alter von 19 Jahren studierte Stewart u. a. bei Donald Byrd, Barry Harris und Joe Lovano; er trat mit Curtis Fuller, Jon Hendricks, Clark Terry, Etta Jones, Bill Charlap und Frank Gant auf. Gegenwärtig leitet Stewart ein Quartett mit Tardo Hammer (Piano), Dezron Douglas (Bass) und Phil Stewart (Drums); weiterhin spielt er mit dem Johnny O’ Neal Trio und gehört dem Quartett von Ai Murakami an.
Erste Aufnahmen Stewarts entstanden 1992 in Toronto mit Norman Marshall Villeneuve (Jazz Message); Ende desselben Jahres nahm er in New York sein Debütalbum Downtown Sounds mit Joe Magnarelli, Brad Mehldau, Peter Washington und Kenny Washington auf, dem weitere Alben unter eigenem Namen folgten, u. a. bei Criss Cross Jazz und Sharp Nine. Daneben pflegte er die Zusammenarbeit u. a. mit Omer Avital, Mike Melito, Spike Wilner, Ryan Kisor, Eric Alexander, John Marshall, Nicolas Rageau, Bob Sneider & Joe Locke, Ehud Asherie, John Swana, Harry Allen’s All Star New York Saxophone Band, Bruce Harris, Giacomo Gates und Clovis Nicolas. Im Bereich des Jazz war er zwischen 1992 und 2017 an 56 Aufnahmesessions beteiligt.
Sein Album Live at Smalls wurde 2013 in die Vierteljahres-Bestenliste des Preises der deutschen Schallplattenkritik aufgenommen.

## Diskographische Hinweise

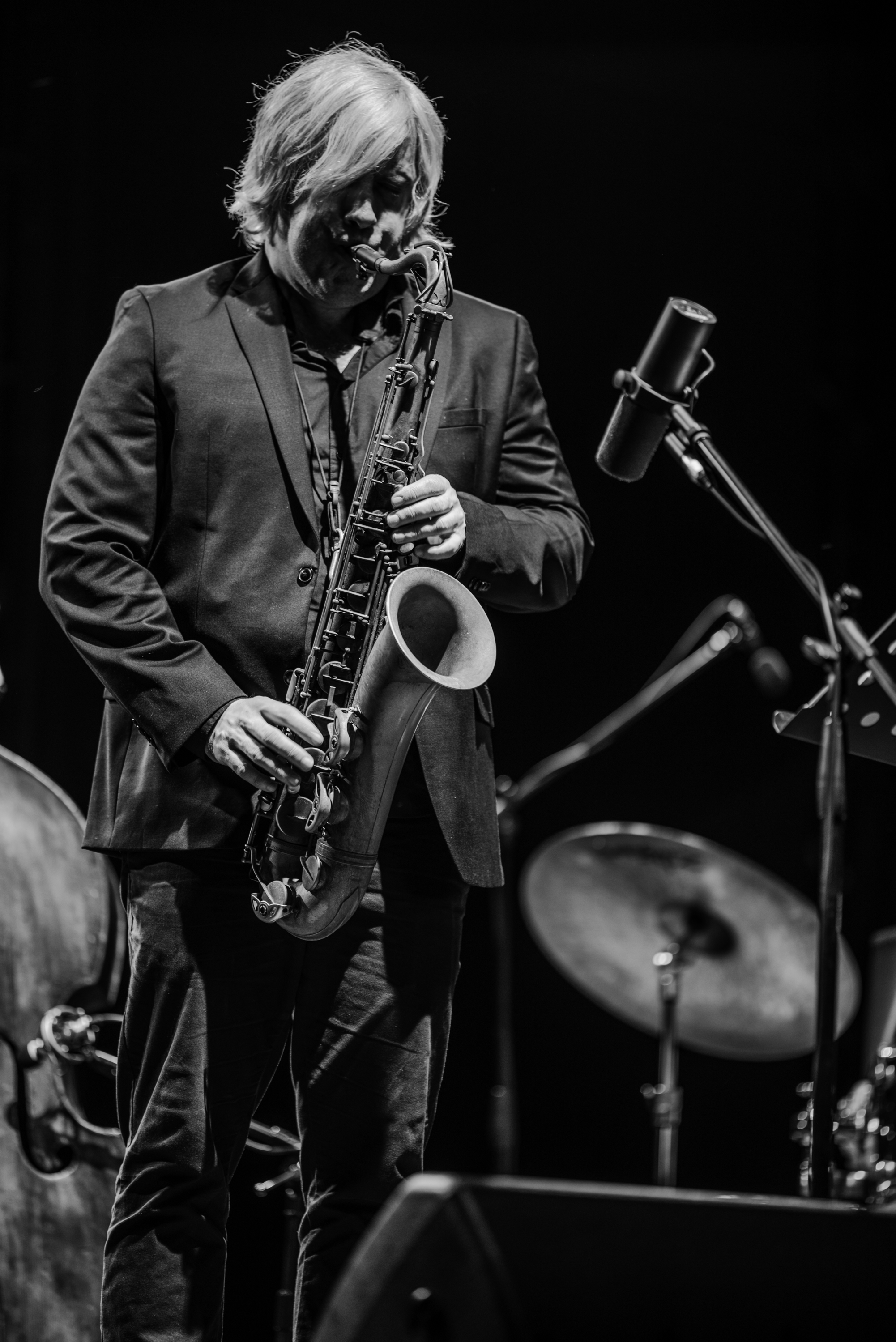
Grant Stewart beim Festival Internacional de Jazz de Punta del Este 2018

- Dexterity featuring Grant Stewart: Live at Altxerri (Discmedi. 2003), mit Xavier Monge (p), Ignasi Gonzalez (kb), Esteve Pi (dr)
- Eric Alexander & Grant Stewart. Wailin’ (Criss Cross Jazz, 2004), mit David Hazeltine, Peter Washington, Kenny Washington
- Grant Stewart + 4 (Criss Cross Jazz, 2004) mit Bill Charlap, Joe Cohn, Paul Gill, Willie Jones, III
- Reeds and Deeds: Cookin’ (Criss Cross Jazz, 2005), mit Eric Alexander, David Hazeltine, John Webber, Joe Farnsworth
- In the Still of the Night (Sharp Nine, 2006), mit Tardo Hammer, Peter Washington, Joe Farnsworth
- Shadow of Your Smile (Birds, 2007), mit Tardo Hammer, Peter Bernstein, Peter Washington, Lewis Nash
- Young at Heart (Sharp Nine, 2007), mit Tardo Hammer, Peter Washington, Joe Farnsworth
- Recado Bossa Nova (3D, 2008), mit Tardo Hammer, Joe Cohn, Peter Washington, Lewis Nash
- Plays the Music of Duke Ellington & Billy Strayhorn (Sharp Nine, 2009), mit Tardo Hammer, Paul Gill, Joe Farnsworth
- Plays Jazz Ballads (Sharp Nine, 2009), mit David Hazeltine, Peter Bernstein, Peter Washington, Phil Stewart
- St. Thomas – Plays Sonny Rollins (Birds, 2010), mit David Hazeltine, Peter Washington, Phil Stewart
- Around the Corner (Sharp Nine, 2010), mit Peter Bernstein, Peter Washington, Phil Stewart
- Grant Stewart With Tardo Hammer: Live at Smalls (Smalls, 2012), mit David Wong, Phil Stewart
- Trio (Cellar Live, 2014), mit Paul Sikivie, Phil Stewart
- Roll On (Cellar Live, 2016), mit Paul Sikivie, Phil Stewart
- Grant Stewart Quartet: Rise and Shine (Cellar Live, 2020)